# Hartmut Warkuss
Hartmut Warkuss, född 1940 i Breslau, är en tysk bildesigner.
Warkuss utbildade sig till gravör innan han började arbeta inom bilindustrin. Han har arbetat för bland andra Mercedes-Benz och Audi. Warkuss var chefsdesigner för Volkswagen Group mellan 1993 och 2003.